# Lorenzo Mattotti
Lorenzo Mattotti (Brescia, 24 gennaio 1954) è un fumettista, illustratore, regista e sceneggiatore italiano.

## Biografia
Figlio di un ufficiale dell’esercito, trascorre la sua infanzia spostandosi di città in città, a causa dei trasferimenti del padre. Dopo gli studi scolastici frequenta l'università di Venezia. Pubblica i suoi primi fumetti nel 1975, sulle testate francesi Biblipop e Circus. In Italia il suo esordio avviene lo stesso anno sulla rivista comasca di controcultura King Kong. Pubblica poi su Re Nudo e sul mensile di musica Gong. Nel 1977 l’editore Ottaviano gli commissiona le copertine di "Italia Alternativa 2" e "Europa Alternativa" e dà alle stampe il suo primo libro, Alice Brum Brum, su testi di Ostani. A questo fa seguito, l’anno dopo, Le avventure di Huckleberry Finn, con testi di Antonio Tettamanti. Nello stesso periodo alcune sue brevi storie trovano spazio sulle pagine di Lotta Continua e nel suo inserto di satira L’avventurista. Nel febbraio 1978 con Jacopo Fo crea la rivista underground Macondolore Macondolcezza, per protestare contro la chiusura, da parte della polizia, del locale alternativo milanese Macondo. Realizza poi con Tettamanti alcune brevi storie urbane per il settimanale milanese di annunci Secondamano, raccolte nel 1979 da L’Isola Trovata nel volume Tram Tram Rock. Lo stesso anno collabora con la rivista di satira Canecaldo e pubblica Incidenti su Linus. 
Nel 1983 a Bologna si unisce a un gruppo di disegnatori bolognesi quali Igort, Daniele Brolli e Giorgio Carpinteri creando il gruppo Valvoline, con cui gestiscono il supplemento della rivista Alter Alter, la stessa con cui, nel 1981, sotto la direzione di Oreste Del Buono, aveva pubblicato il suo primo lavoro, Incidenti. Sul supplemento, Mattotti pubblica alcuni suoi lavori: Il Signor Spartaco (1982), Doctor Nefasto e Fuochi, considerato ancora oggi la sua opera migliore. Vi si trova infatti già traccia del suo stile essenziale ma estremamente evocativo, che trae ispirazione dalle tavole di José Muñoz e Carlos Sampayo. Nel 1988 per la parigina Albin Michel esce Labirinti, pubblicato in Italia da Hazard Edizioni nel 1997. Nel 1990 illustra Pinocchio in Francia, sempre per l'editore Albin Michel Jeunesse, pubblicato in Italia da Rizzoli nel dicembre del 1991, ma con un taglio orizzontale; le illustrazioni sono riprese nell’edizione del romanzo di Collodi apparsa nella collana I millenni di Einaudi nel 2008. Nel 2012 Mattotti torna sul tema: realizza nuovi disegni, inserendo scenari paesaggistici, per il film d'animazione Pinocchio di Enzo D'Alò. Nel 2019 l'editore Bompiani pubblica un'edizione patinata de Le avventure di Pinocchio. Carlo Collodi visto da Lorenzo Mattotti che ingloba anche i disegni e gli studi originali composti per il film.

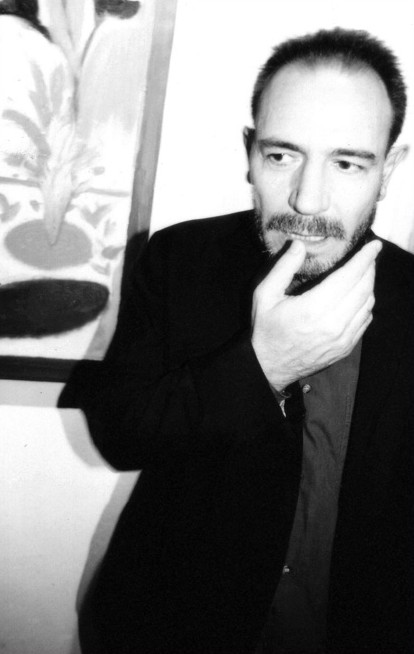
Lorenzo Mattotti da Joe Zattere, ca. 1990-2000.

Nel 1992, su testi di Lilia Ambrosi, pubblica L’uomo alla finestra (Feltrinelli). Lavora anche per alcune riviste, cui fornisce illustrazioni e copertine, tra queste ricordiamo The New Yorker, Glamour, Vanity Fair, Cosmopolitan e Le Monde. Le illustrazioni per quest’ultima rivista sono state raccolte, da Nuages, in un portfolio pubblicato nel 1998 (Mattotti pour Le Monde), quelle per il New Yorker lo saranno da #logosedizioni nel 2018 (Covers for The New Yorker), ed esposte lo stesso anno in una mostra all’Istituto Italiano di Cultura di New York. Nel 1997, su testi di Jorge Zentner, realizza per il mercato spagnolo Caboto, opera sul famoso esploratore e cartografo veneziano. Nello stesso anno vince lo Yellow Kid come miglior illustratore all'Expocartoon di Roma. Nel 1998 si trasferisce a Parigi, città in cui attualmente risiede, dove collabora alla realizzazione di manifesti per la promozione culturale della città. Lo stesso anno vince il premio Inkpot come miglior autore di fumetti all’International ComiCon di San Diego.
Nel 1999 nasce Stigmate: una storia scritta a quattro mani con lo scrittore Claudio Piersanti in cui Mattotti fa un sapiente uso del bianco e nero per narrare una vicenda tragica e toccante. Originariamente pubblicato in Francia da Seuil, in Italia viene ripreso e pubblicato da Einaudi (e successivamente ripubblicato da #logosedizioni). Nello stesso anno, per Nuages, illustra la prima cantica della Divina Commedia, l’Inferno. Parallelamente all’editoria, Mattotti lavora anche nel campo della pubblicità, creando disegni e bozzetti per alcune marche famose. Nel 2000 disegna il manifesto ufficiale del Festival di Cannes. Nel 2002 esce per Einaudi Jekyll & Hyde, un adattamento del romanzo di Stevenson su testi di Jerry Kramsky. Nel 2003 pubblica La Stanza per Coconino Press e Il Rumore della Brina, con testi di Jorge Zentner, per Einaudi. Lo stesso anno dà il via con l’amico Jerry Kramsky alla saga dei Pittipotti, una serie di libri per bambini che vede finora pubblicati quattro volumi, tutti per l’editore Orecchio Acerbo: L’isola dei Pittipotti (2003), Alla ricerca dei Pittipotti (2003), La scomparsa dei Pittipotti (2004) e I Pittipotti e la tartarugosa (2004).
Nel 2006 il regista Renato Chiocca gli dedica un film documentario, Mattotti, in concorso a Les Rencontres du Cinéma Italien de Grenoble, in cui insieme a testimonianze dirette di amici e collaboratori come Claudio Piersanti, Jerry Kramsky e Art Spiegelman, si entra in silenzio nel suo atelier parigino. Nel 2010, sotto la direzione artistica di Alessandro Mendini, realizza diverse copertine per la rivista Domus, raffiguranti “ciascuna una personalità che nel corso del tempo si sia profilata nel campo dell’architettura, delle arti o del design come autore di utopie, immaginarie o realizzate, che hanno contribuito all’evoluzione della cultura del progetto”. Nel 2011 pubblica per Fantagraphics The Raven, in cui illustra i testi dell’omonimo album musicale di Lou Reed ispirato a Edgar Allan Poe.
Nel 2009 inizia la sua collaborazione con la casa editrice modenese #logosedizioni, con cui pubblica La stanza (2010), Chambres/Rooms/Stanze (2010, in collaborazione con la parigina Galerie Martel), Venezia. Scavando nell’acqua (2011), e il visionario volume in bianco e nero Oltremai (2013), le cui tavole originali sono protagoniste di una mostra monografica presso la Pinacoteca Nazionale di Bologna dal febbraio all’aprile del 2013. Proprio con #logosedizioni, nel 2012 inaugura la collana “Works”, una pubblicazione sistematica dei suoi lavori, il cui primo volume è dedicato alle sue illustrazioni a pastello (Pastels/Pastelli, 2012, vincitore nel 2013 del Grand Prix al Festival de la BD de Sollies-Villes), mentre il secondo ai disegni di moda (Moda/Fashion, 2014), e dà il via nel 2018, con L’uomo alla finestra, alla ripubblicazione dei suoi fumetti. Realizza infine nel 2014 il volume illustrato Vietnam per la collana “Travel Book” di Louis Vuitton.

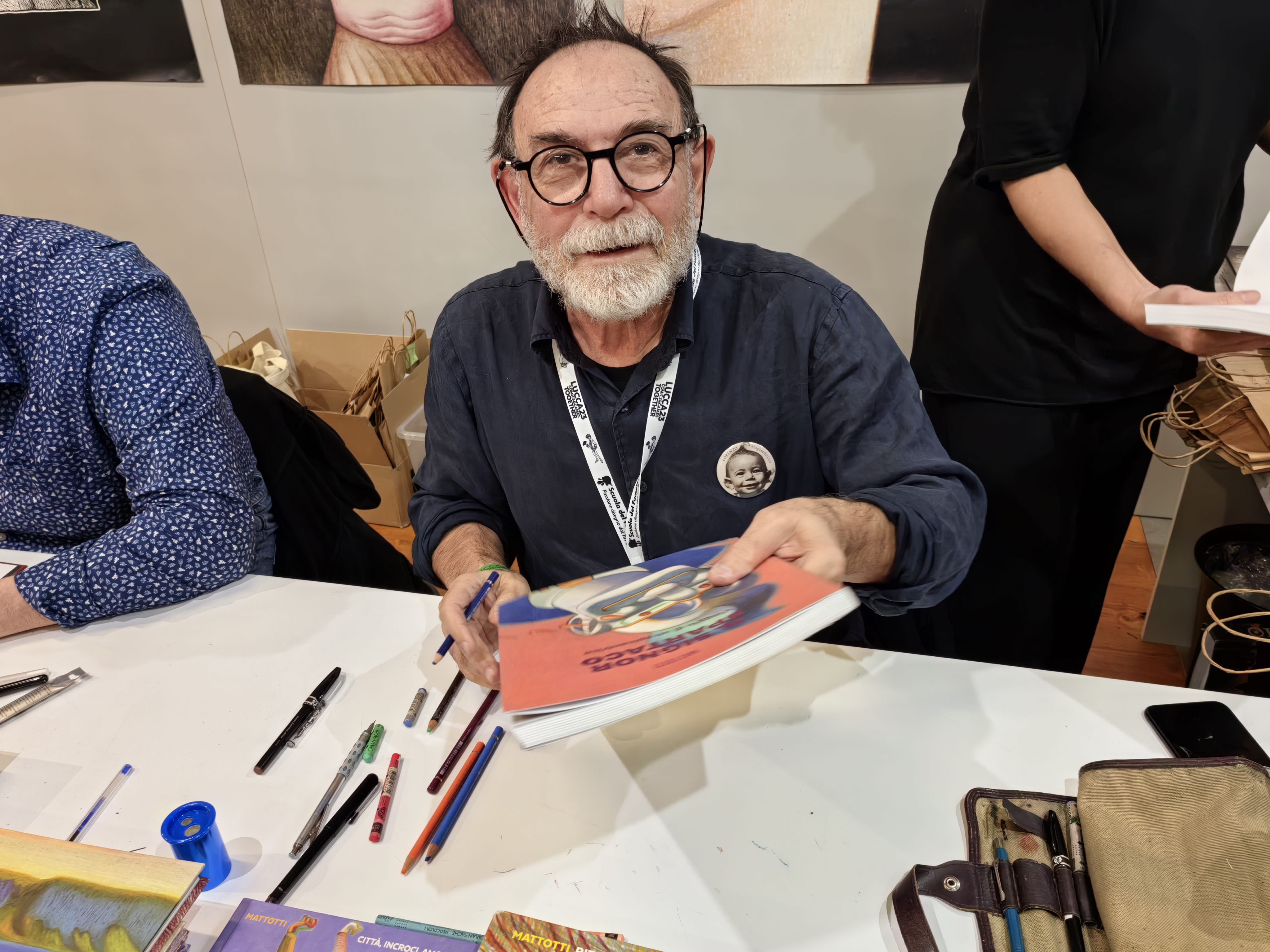
Lorenzo Mattotti a Lucca Comics&Games novembre 2023

Nel marzo 2017 esce in Italia e in Francia il suo nuovo romanzo grafico Ghirlanda con i testi del sodale Jerry Kramsky (#logosedizioni), “un ritorno alla dimensione primigenia dell’infanzia, della fiaba, della parabola […] perfetto incrocio tra fumetto popolare e fumetto d’autore, tra favola e poesia, tra innocenza e consapevolezza”. Vincitore del Premio Gran Guinigi 2017 come miglior graphic novel, è un voluto omaggio all’ingenuità dei Mumin di Tove Jansson e dei comics liberi e onirici di Jean Giraud / Moebius; un lavoro in cui si mescolano, evolvendo, lo stile in bianco e nero a pennino dei taccuini di Linea Fragile e gli arditi esperimenti prospettici e visionari dei paesaggi di Oltremai. Lorenzo Mattotti ha ricoperto il ruolo di Magister nell’edizione 2018 del Napoli Comicon. Nel novembre 2020 dalla collaborazione con la scrittrice Nadia Terranova nasce il libro per ragazzi Aladino e la lampada magica (Orecchio Acerbo) di cui ha realizzato le illustrazioni.

## Il cinema
- Nel 2004 Lorenzo Mattotti contribuisce al film Eros, di Michelangelo Antonioni, Wong Kar-wai e Steven Soderbergh, per cui realizza i pannelli di collegamento dipinti fra i tre episodi, accompagnati dalle musiche di Caetano Veloso.
- Nel 2007 è uno degli illustratori che partecipano al film d’animazione collettivo Peur(s) du noir.
- Nel 2012 si occupa delle sequenze animate del film per la TV di Charles Nemes Il était une fois... Peut-être pas, e l’anno successivo realizza gli sfondi e i personaggi del film d’animazione Pinocchio di Enzo D'Alò.
- Nell'ottobre del 2019 esce La famosa invasione degli orsi in Sicilia, tratto dal romanzo omonimo di Dino Buzzati, di cui Mattotti cura la regia (e la sceneggiatura insieme a Thomas Bidegain e Jean-Luc Fromental). Il film è stato presentato al Festival di Cannes 2019 nella selezione Un certain regard.[11]

## Opere (parziale)

### Fumetti
- Alice Brum Brum, Ottaviano, 1977
- Le avventure di Huckleberry Finn, Ottaviano, 1978
- Tram Tram Rock, L’isola trovata, 1979
- Il signor Spartaco, Milano Libri, 1985
- Fuochi, Dolce Vita, 1988
- Doctor Nefasto, Granata, 1991
- L’uomo alla finestra, Feltrinelli, 1992 - #logosedizioni, 2018
- La zona fatua, Granata, 1993
- Incidenti, Hazard, 1996
- Caboto, Hazard, 1997 (testi di Jorge Zentner) - #logosedizioni, 2018
- Labirinti, Hazard, 1997
- Stigmate, Einaudi, 1999 - #logosedizioni, 2018
- Jekyll & Hyde, Einaudi, 2002 (testi di Jerry Kramsky, liberamente tratto dall’opera di Robert Louis Stevenson)
- Il rumore della brina, Einaudi, 2003
- Chimera, Coconino Press, 2006
- Eugenio, Gallucci, 2006 (testi di Marianne Cockenpot)
- Lettere da un tempo lontano, Einaudi, 2006
- Ghirlanda, #logosedizioni, 2017 (testi di Jerry Kramsky)
- Periferica, Rizzoli Lizard, 2021

### Cataloghi d’arte e libri
- Lorenzo Mattotti: segni e colori, Hazard, 2000
- I manifesti di Mattotti, Nuages, 2002
- Angkor, Nuages, 2003
- La stanza, Coconino Press, 2003
- Nell’acqua, Nuages, 2005 - #logosedizioni 2016
- Stanza/Chambres/Rooms, #logosedizioni, 2010
- Venezia. Scavando nell’acqua, #logosedizioni, 2011
- Mattotti Works 1: Pastelli, #logosedizioni, 2012
- The Raven / Il corvo, Einaudi, 2012 (testi di Lou Reed, riscrittura della celebre opera di Edgar Allan Poe)
- Oltremai, #logosedizioni, 2013
- Mattotti Works 2: Fashion, #logosedizioni, 2014
- Vietnam, Louis Vuitton Travel Book, 2014
- Sconfini, #logosedizioni, 2016
- Blind, #logosedizioni in collaborazione con CBM Italia, 2017
- Covers for The New Yorker, #logosedizioni, 2018
- Aladino e la lampada magica Orecchio Acerbo, 2020 (testi di Nadia Terranova)
- Romeo e Giulietta, #logosedizioni, 2021
- Riti, ruscelli, montagne e castelli, #logosedizioni, 2021
- Città, incroci, amori e tradimenti, #logosedizioni, 2022

### Cinema
- La famosa invasione degli orsi in Sicilia (2019)

## Premi e riconoscimenti
- Targa speciale al Salone Internazionale dei Comics, 1986
- Premio Masi per la Civiltà Veneta, 2016[12]
- Premio Gran Guinigi per la miglior graphic novel, con Ghirlanda, 2017[9]
- Bif&st - Bari International Film Festival - Premio Maria Pia Fusco per l'eccellenza tecnica-artistica, con La famosa invasione degli Orsi in Sicilia, 2020[13]
- Premio Gran Maestro del Fumetto, conferito da Lucca Comics & Games, 2021[14]